# Українське Юнацтво
«Українське Юнацтво» — виховно-ідеологічний місячник для молоді, орган Католицької асоціації української молоді (КАУМ) «Орли», виходив 1933 — 1939 роках у Львові, з додатком (з 1935) інструктивного листка «Готовсь»; редакторами були Василь Глібовицький і Р. Данилевич.